# Emre Bilgin (Fußballspieler, 2004)
Emre Bilgin (* 26. Februar 2004 in Güngören) ist ein türkischer Fußballtorhüter. Er steht aktuell bei Beşiktaş Istanbul unter Vertrag und ist seit 2023 an Fatih Karagümrük SK ausgeliehen.

## Karriere

### Verein
Bilgin begann seine Karriere 2013 bei Bayrampaşa Demirspor. Bereits ein Jahr später wechselte er in die Jugendverein von Beşiktaş Istanbul. Am 7. August 2020 unterzeichnete er seinen ersten Profivertrag mit Beşiktaş. Sein Debüt in der Süper Lig gab er am 19. März 2022 beim 1:1-Unentschieden gegen Hatayspor.
Zur Saison 2023/24 wurde Bilgin an Fatih Karagümrük SK ausgeliehen. Die Leihe wurde für die Saison 2024/25 verlängert.

### Nationalmannschaft
Bilgin ist ein Jugendnationalspieler der Türkei und hat für die türkischen U15-, U16- und U19-Mannschaften gespielt.